# 費盧傑體育場
費盧傑體育場（阿拉伯语：‎）是一座位於伊拉克費盧傑的綜合體育場。它目前主要用於足球比賽，是Al-Jolan SC的主場。它於2022年2月啟用，可容納7,000名觀眾。

## 歷史
建設工程於2012年開始，並於2013年12月停止，完成率為93%。體育場後來變成了逃往安巴爾省的敘利亞難民家庭的避難所。